# 프레일리구

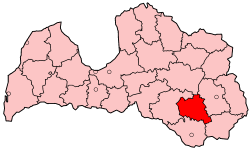
프레일리 구의 위치

프레일리구(라트비아어: Preiļu rajons)는 라트비아 남동부에 있던 구로 행정 중심지는 프레일리이며 면적은 2,042km2, 인구는 41,479명(2002년 기준), 인구 밀도는 20.3명/km2이다. 2개 시와 18개 교구를 관할했으며 2009년에 실시된 행정 구역 개편에 따라 폐지되었다. 예캅필스 구와 마도나 구, 레제크네 구, 크라슬라바 구, 다우가프필스 구와 인접해 있었다.